# Axel Honneth
 (février 2023).
Si vous disposez d'ouvrages ou d'articles de référence ou si vous connaissez des sites web de qualité traitant du thème abordé ici, merci de compléter l'article en donnant les références utiles à sa vérifiabilité et en les liant à la section « Notes et références ».
Axel Honneth, né le 18 juillet 1949 à Essen, est un philosophe et sociologue allemand. Il est professeur de philosophie à l'université Goethe de Francfort et professeur de sciences humaines au département de philosophie de l'université de Columbia à New York. Il a également été directeur de l'Institut für Sozialforschung (Institut de recherche sociale) à Francfort-sur-le-Main, en Allemagne, entre 2001 et 2018 — connu pour avoir hébergé l'École de Francfort.

## Biographie
Après avoir soutenu sa thèse à l'université libre de Berlin en 1982, il rejoint l'Institut Max-Planck de Starnberg.
En 1996, il succède à Jürgen Habermas en tant que professeur de philosophie sociale à l'université de Francfort. Depuis 2011, il est professeur à l'université Columbia à New York.
Originaire de Essen, il a étudié la philosophie, la sociologie et la germanistique à Bonn et à Bochum. Il a poursuivi sa carrière académique notamment à l'université libre de Berlin et à l'Institut Max Planck de Munich (comme boursier sous la direction de Jürgen Habermas), avant de rejoindre l'université Johann Wolfgang Goethe de Francfort-sur-le-Main, où il enseigne actuellement la philosophie sociale.
Dans le champ de la philosophie sociale et pratique, Axel Honneth est aujourd’hui associé au projet de relancer la théorie critique amorcée par l’École de Francfort au moyen d’une théorie de la reconnaissance réciproque, dont il a formulé le programme dans La Lutte pour la reconnaissance (1992 pour l’édition originale allemande, 2000 pour la traduction française).

## La philosophie pratique au regard d’une «pensée post-métaphysique»
La théorie de la reconnaissance développée par Axel Honneth s’inscrit dans un cadre « post-métaphysique » de pensée. La « pensée post-métaphysique » participe d’un rapport critique avec la tradition philosophique tant pré-moderne que moderne, tout en prenant soin d’éviter les écueils inhérents à la post-modernité. Elle repose pour ce faire sur un certain nombre de présupposés épistémologiques. Tout d’abord, elle s’approprie le glissement de paradigme survenu au sein du discours philosophique, de la conscience monologique de soi à la raison communicationnelle et dialogique. Ce glissement de paradigme se traduit par la substitution au concept transcendantal d’autonomie (Kant) qui souffrait d’un hiatus entre l’idéalité des principes moraux et l’empiricité des conduites de vie, d’un concept intersubjectif d’autonomie où les règles pratiques sont validées au sein de rapports quotidiens (interpersonnels ou institutionnels) de communication. La pensée post-métaphysique suppose de plus un fondationnalisme faible de la raison pratique, qui tranche tout à la fois avec le fondationalisme fort du « fait de la raison pratique » (Kant) et avec le relativisme moral des post-modernes. Elle part du principe que les questions pratiques, à l’instar des questions théoriques, sont susceptibles de prétention à la validité sous couvert de la réfutabilité de leurs contenus particuliers. Le faillibilisme épistémologique (Popper) appliqué aux questions morales invite à un « réalisme moral modéré » qui considère les problèmes pratiques sous le prisme dialectique des divers conflits historiques surgissant du monde social vécu. Enfin, après l’échec historique des tentatives de clore le discours philosophique sur lui-même, la pensée post-métaphysique se caractérise par une ouverture critique aux sciences positives, en particulier aux sciences sociales et humaines.

## Théorie de la reconnaissance et «point de vue moral»
Tout l’enjeu du projet d'Axel Honneth est d’articuler la dimension descriptive d’une théorie de la reconnaissance à la dimension prescriptive d’une théorie morale. Il prend appui sur la donnée anthropologique selon laquelle « l’homme n’est homme que parmi les hommes » (Fichte), c’est-à-dire que le rapport pratique à soi se constitue dans un rapport à autrui. Une première articulation de la donnée anthropologique fondamentale de la reconnaissance à un « point de vue moral » consistant à adopter la perspective de tout autre sujet capable de se prononcer sur les questions pratiques, s’effectue au moyen d’une mise au jour des expériences vécues de déni de reconnaissance, dont les symptômes psychologiques sont les sentiments de mépris et d’humiliation. Une telle « phénoménologie des blessures morales » conduit tout du moins à supposer que le rapport positif à soi se constitue dans un rapport non-pathologique à autrui. L’enchâssement par la négative de la théorie de la reconnaissance à une théorie morale s’inscrit dans la lignée de la dialectique négative d’Adorno et de la théorie critique comme interne et reconstructive à la société moderne du capitalisme avancé. Les apories dans lesquelles a versé la théorie critique première école (Theodor W. Adorno et Max Horkheimer) aboutissant à un « messianisme » de la raison utopique, suggèrent toutefois de postuler une dialectique positive entre reconnaissance et morale sous une forme « téléologique » abordée au point 5 de cette entrée.

## Concept et lutte de reconnaissance
Dans le modèle de Honneth, la reconnaissance se veut être un concept à la fois empiriquement opératoire et à teneur normative. Honneth le définit comme un acte performatif de confirmation intersubjective par autrui des capacités et des qualités morales que se prêtent des individus, des sujets ou des groupes ancrés dans un monde social vécu. Selon Honneth, le concept de reconnaissance apparaît comme inséparable d’une lutte comprise non pas en termes d’intérêts biologiques ou matériels pour la conservation de soi, mais comme un processus de formation du rapport pratique à soi à travers des attentes de reconnaissance formulées à l’égard d’un autrui approbateur. Dans un monde social vécu donné, des individus, des sujets et des groupes se prêtent des qualités et des capacités morales x ou y intersubjectivement constituées, sous couvert de la confirmation performative, c’est-à-dire de la reconnaissance par autrui de ces mêmes propriétés pratiques. Sous l’impulsion d’expériences vécues de déni de reconnaissance, les luttes pour la reconnaissance se déclinent à travers des attentes normatives qui visent à rétablir l'identité morale blessée en élargissant l’espace de reconnaissance circonscrit par le monde social vécu. Selon Honneth, ces attentes de reconnaissance peuvent après coup faire l’objet d’une « grammaire morale des conflits sociaux ».

## Les trois modes de reconnaissance

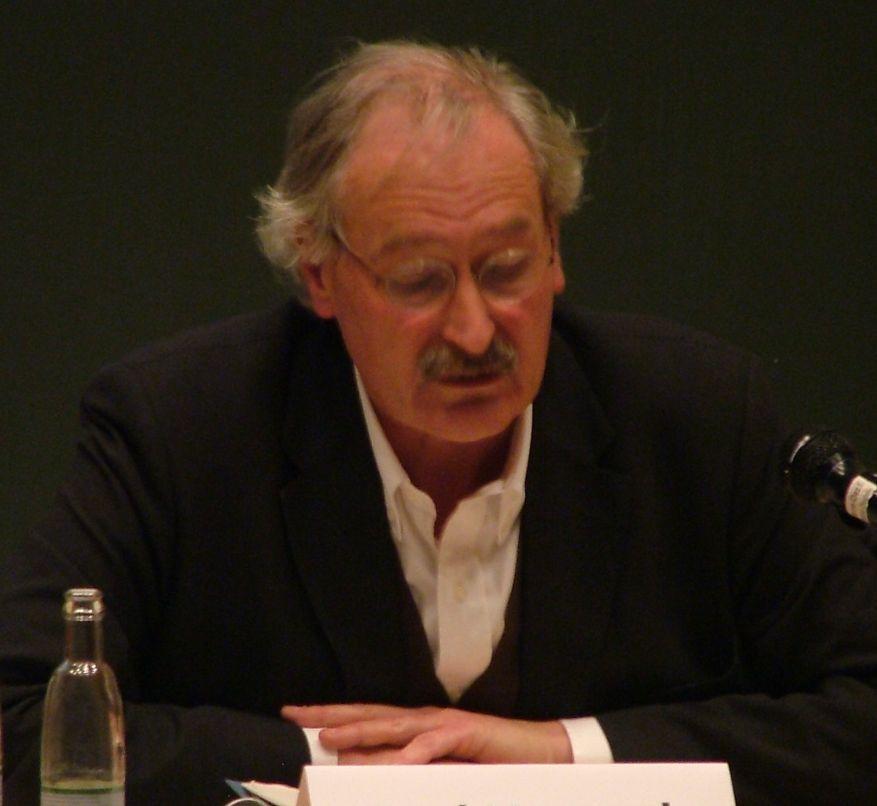
Axel Honneth en 2008.

Le modèle de Honneth distingue trois modes cardinaux de reconnaissance réciproque : la reconnaissance affective, la reconnaissance juridique et la reconnaissance culturelle. S’inspirant de la tripartition théorique opérée par Hegel au sein de l’esprit objectif entre la famille, la société civile et l’État, Honneth prétend par ailleurs tirer ces modes de reconnaissance du monde social vécu des sociétés modernes comprises comme résultant d’un processus historique de différenciation des sphères d’activité sociale. Les trois modes de reconnaissance réciproque reprennent des caractéristiques distinctes suivant a) le vecteur de reconnaissance qu’ils impliquent, b) le rapport authentique à soi qu’ils dessinent, c) le déni de reconnaissance qui leur correspond et d) pour les deux derniers modes de reconnaissance, le potentiel normatif de luttes qu’ils contiennent.

### La reconnaissance affective
Il s’agit à travers cette forme primaire de reconnaissance de confirmer aux individus ‘en chair et en os’ leur « capacité à être seul » dans la satisfaction de leurs besoins et l’assouvissement de leurs désirs. S’appuyant sur les travaux de Donald Winnicott à propos du rapport originaire liant la mère au nourrisson, Honneth caractérise la reconnaissance amoureuse comme un équilibre constitutif de l’identité personnelle entre l’état de dépendance et l’autonomie de soi. L’amour au sens de rapports interpersonnels de proximité (liens familiaux, amicaux, amoureux) en est le vecteur privilégié et la « confiance en soi » (Erik Erikson) le rapport authentique à soi qu’elle dessine. Le pendant négatif à la reconnaissance amoureuse est constitué de l’ensemble des atteintes à l’intégrité psychophysiologique de l’individu (par exemple le viol ou la torture).

### La reconnaissance juridique
À la différence de la reconnaissance amoureuse, la reconnaissance juridique ne part pas de l’individu ‘en chair et en os’, mais présuppose la perspective d’un « autrui généralisé » (George Herbert Mead) sous la forme d’un sujet auquel est reconnu la capacité formelle et universelle de poser des jugements pratiques et de rendre compte de ses actes (Zurechnungsfähigkeit). La reconnaissance de la personne juridico-morale passe par le vecteur du droit entendu comme réciprocité entre les droits et les devoirs. Le rapport positif à soi que vise la reconnaissance juridique (ou morale au sens strictement kantien du terme) est la dignité ou le « respect de soi » : le caractère ‘respectable’ que je reconnais à autrui m’engage à agir respectueusement envers lui. Lorsque de telles attentes normatives ne sont pas comblées (dans le cas par exemple d’atteintes à l’intégrité personnelle ou de non-reconnaissance de droits à des groupes sociaux), des luttes pour la reconnaissance peuvent être enclenchées, qui visent à généraliser et à approfondir la sphère de la reconnaissance juridique. De telles luttes s’appuient sur le potentiel normatif que contient in principio le registre formaliste et universaliste du droit dans les sociétés modernes différenciées.

### La reconnaissance culturelle
Le troisième mode de reconnaissance ne porte ni sur un individu concret, ni sur une personne juridico-morale abstraite, mais sur les sujets ‘à part entière’ qui, à travers leurs propriétés et leurs trajectoires de vie singulières, forment la communauté éthique d’une société. Le vecteur par lequel transite la reconnaissance culturelle est le travail social considéré comme la prestation ou la contribution qu’apportent les différents sujets qui la composent à la communauté éthique des valeurs. L’ « estime de soi » résulte alors de la reconnaissance accordée à celles et ceux qui façonnent la société. Le déni de reconnaissance éprouvé dans des cas de blâme social et de stigmatisation peut déboucher sur des luttes pour la reconnaissance. Mais il faut alors que les conditions sociales à une lutte symbolique autour des valeurs aient été au préalable réunies. Or, à l’avènement de la modernité, l’ouverture de l’horizon des valeurs et l’individualisation croissante des « styles de vie » (Georg Simmel) ont précisément rendu possible l’émergence de « conflits culturels chroniques » ainsi que le projet éthico-politique d’une société articulée autour d’une « solidarité sociale post-traditionnelle ».

### La dialectique objective entre les «paliers de reconnaissance»
À l’instar des moments hégéliens de la vie éthique (Sittlichkeit), les trois modes de reconnaissance entretiennent des rapports dialectiques qui permettent à Honneth de parler de « paliers de reconnaissance ». Les « paliers de reconnaissance » forment au total un processus d’apprentissage pratique par lequel les sujets moraux élargissent et affinent progressivement leurs expériences et leurs attentes de reconnaissance. Au niveau du premier palier, la reconnaissance amoureuse comme socialisation primaire constitue la condition sine qua non de l’entrée des individus socialisés dans les registres juridique et culturel de reconnaissance. Elle revêt dès lors un caractère anhistorique. Au niveau du deuxième et troisième palier, la reconnaissance juridique et la reconnaissance culturelle apparaissent au contraire comme les produits d’un processus historique de différenciation des sphères sociales. Le formalisme et l’universalité du droit moderne résultent en effet d’une dissociation progressive du droit d’avec les statuts sociaux (privilège, rang, état, honneur…) reproduits par un monde vécu traditionnel. De même, le processus de sécularisation lancé par la modernité a débouché sur une ouverture progressive de l’horizon des valeurs qui liaient auparavant la communauté éthique et où se livre désormais une « guerre des dieux » (Max Weber). Ces logiques historiques contradictoires, propres aux sociétés différenciées, ne dessinent pas moins, dans le cas des luttes modernes pour la reconnaissance, des dialectiques complémentaires. Ainsi, le droit et la morale modernes constituent de par leur prétention à l’universalité des médias privilégiés mais non exclusifs d’orientation pratique pour les demandes spécifiques de reconnaissance émergeant du monde social vécu. En retour, les identités individuelles ou collectives (cf. les travaux de l’historien E. P. Thompson sur la formation de la classe ouvrière en Angleterre) mobilisent sans cesse le registre cognitif du droit moderne tout en visant concrètement à redistribuer l’espace de reconnaissance circonscrit par le monde social vécu à un moment historique donné.

## Vers une éthique politique de la reconnaissance
Sur la base de sa grammaire morale des modes de reconnaissance, Honneth propose une conception de la justice sociale fondée sur une « ébauche formelle de la vie éthique ». Celle-ci prend le contre-pied tant de l’éthique des sentiments (Hirschman), de l'éthique de la sollicitude (Carol Gilligan) et du formalisme kantien à la John Rawls que du substantialisme des communautariens (Alasdair McIntyre, Charles Taylor). En détachant les « éléments structurels de l’éthicité », elle décèle au sein des sphères de reconnaissance des « valeurs de surplomb » (l’amour, l’égalité, la solidarité) qui, tout en étant ancrés dans un monde social vécu donné, régulent de façon normative les rapports interpersonnels. Pour assurer toutefois à l’éthique politique de la reconnaissance une visée normative qui ne soit pas dépendante du contexte historique et institutionnel, Honneth accouple, sous une conception plurielle et progressive de la justice sociale, la dimension descriptive de la « socialisation morale des sujets » à la dimension prescriptive de « l’intégration morale de la société ». Est définie comme juste par Honneth une société qui garantit à ses membres la chance institutionnelle et structurelle (mais néanmoins irréductible à une division objective du travail social) de se réaliser sur le plan éthique. Les sphères de reconnaissance (l’intimité, le droit, la solidarité sociale) sont alors à la fois exclusives et incluses dans un idéal régulateur de justice sociale au sein duquel les processus d’individualisation et d’inclusion sociale tendraient à se recouper. La conception téléologique de l’histoire que la reformulation de la théorie critique doit bel et bien postuler pour s’assurer d’une visée normative crédible, tranche avec la dialectique négative de laquelle Honneth était pourtant parti. Reste à savoir si, sous cet hégélianisme post-kantien, la dialectique positive induite par une conception de la modernité comme d’un « projet inachevé » (Habermas), n’aboutit pas à une critique externaliste de la société moderne du capitalisme avancé.

## Éthique de la discussion et théorie de la reconnaissance
Le débat quant à la place qu’occuperait Axel Honneth dans la théorie critique seconde école est aujourd’hui à peine amorcé. La théorie de la reconnaissance réciproque partage avec l'éthique de la discussion de Habermas bon nombre des présupposés épistémologiques à une « pensée post-métaphysique », ainsi qu’une conception téléologique de la modernité. Toutefois, la question reste très largement ouverte de savoir si la théorie de la reconnaissance développée par Honneth constitue un îlot indépendant au sein de la théorie critique, ou un addendum à la « théorie discursive de la morale », qui permettrait de cerner le problème laissé vacant par Habermas de « l’input de la discussion pratique ». La formulation aboutie d’une éthique politique de la reconnaissance, mettant en avant une conception éthique (en termes de bien) et non pas procédurale (en termes de loi et de norme) de la justice sociale, devrait vraisemblablement trancher en faveur de l’autonomie théorique de la théorie de la reconnaissance réciproque.

## Distinctions
- Docteur honoris causa de l'Université Bordeaux Montaigne[4]

### Monographies
- La Lutte pour la reconnaissance (trad. Pierre Rusch), Le Cerf, 2000, 240 p. (ISBN 9782204060615)
- La Réification : Petit traité de théorie critique (trad. Stéphane Haber), Gallimard, coll. « NRF Essais », 2007, 160 p. (ISBN 9782070782925)
- Les Pathologies de la liberté : Une réactualisation de la philosophie du droit de Hegel (trad. Franck Fischbach), La Découverte, coll. « Théorie critique », 2008, 132 p. (ISBN 9782707156129)
- Ce que social veut dire (trad. Pierre Rusch), vol. 1 : Le Déchirement du social, Gallimard, coll. « NRF Essais », 2013, 352 p. (ISBN 9782070142965)
- Ce que social veut dire (trad. Pierre Rusch), vol. 2 : Les Pathologies de la raison, Gallimard, coll. « NRF Essais », 2015, 400 p. (ISBN 9782070143436)
- Le Droit de la liberté : Esquisse d'une éthicité démocratique (trad. Pierre Rusch et Frédéric Joly), Gallimard, coll. « NRF Essais », 2015, 608 p. (ISBN 9782070133642)
- Critique du pouvoir : Michel Foucault et l’École de Francfort, élaborations d’une théorie critique de la société (trad. Marianne Dautrey et Olivier Voirol), La Découverte, coll. « Théorie critique », 2017, 384 p. (ISBN 9782707174253)
- L'Idée du socialisme : Un essai d'actualisation [« Die Idee des Sozialismus. Versuch einer Aktualisierung »] (trad. Pierre Rusch), Paris, Gallimard, coll. « NRF Essais », 2017, 184 p. (ISBN 978-2-07-017883-4)
- La Reconnaissance : Histoire européenne d'une idée (trad. Julia Christ et Pierre Rusch), Gallimard, coll. « NRF Essais », 2020, 213 p.  (ISBN 9782072834431)

### Recueils de textes
- La Société du mépris : Vers une nouvelle Théorie critique (trad. Olivier Voirol, Pierre Rusch, Rainer Rochlitz, Christian Bouchindhomme, Alexandre Dupeyrix et Emmanuel Renault), La Découverte, 2006, 360 p. (ISBN 9782707147721)
- Un Monde de déchirements : Théorie critique, psychanalyse, sociologie (trad. Pierre Rusch et Olivier Voirol), La Découverte, coll. « Théorie critique », 2013, 304 p. (ISBN 9782707158574)

### Chapitres d'ouvrages
- « Reconnaissance », dans Dictionnaire d’éthique et de philosophie morale, PUF, 1996 (ISBN 9782130538288)
- « La Dynamique sociale du mépris : D'où parle la théorie critique ? », dans La Modernité en questions : De Richard Rorty à Jürgen Habermas, Le Cerf, 1998 (ISBN 9782204060776)
- « L'Autonomie décentrée », dans La Modernité en questions : De Richard Rorty à Jürgen Habermas, Le Cerf, 1998 (ISBN 9782204060776)

### Articles
- « Reconnaissance et justice », Le Passant ordinaire, no 38,‎ 2002
- « La Théorie de la reconnaissance : Une esquisse », Revue du MAUSS, no 23,‎ 2004
- « Visibilité et Invisibilité : Sur l’épistémologie de la “reconnaissance” », Revue du MAUSS, no 23,‎ 2004
- « Intégrité et Mépris : Principes d'une morale de la reconnaissance », Recherches sociologiques, no 30,‎ 30 juin 2022

### Sur Honneth
- Mathieu Gauthier, La philosophie sociale d'Axel Honneth. La théorie de la reconnaissance et l'analyse des pathologies sociales : mémoire de maîtrise, Université Laval, 2010, 284 p. (lire en ligne)
- Louis Carré, Axel Honneth : Le droit de la reconnaissance, Michalon, 2013, 128 p. (ISBN 978-2-36847-165-4, présentation en ligne)
- Mark Hunyadi (dir.), Axel Honneth : de la reconnaissance à la liberté, Lormont, Le bord de l'eau, 2014, 129 p. (ISBN 978-2-35687-352-1)
- Christophe Bouton (dir.) et Guillaume Le Blanc (dir.), Capitalisme et démocratie : autour de l’œuvre d'Axel Honneth, Lormont, Le Bord de l'eau, 2015, 370 p. (ISBN 978-2-35687-3835)
- Éric Bories, Le sens social de la liberté : Axel Honneth, penseur de notre présent, Classiques Garnier, coll. « PolitiqueS » (no 20), 2022, 186 p. (ISBN 978-2-406-12012-4)